# Gay Giano
Gay Giano International Group Limited，簡稱Gay Giano International Group，以及Gay Giano International（港交所除牌時0686.HK），在1980年建立，由張火生兄弟創立。主要經營「Gay Giano」、「Cour Carré」等時裝店。
在2000年4月13日，在香港交易所主板上市，但在同年由於受到大股東張承智、張火生兄弟指使兩人黃永強、李承惠操控股價。其後非法獲利接近多千萬港元。故此證監會作出檢控，而法庭判張承智、張火生兄弟分別入獄16個月及13個月，另外財產一律充公。
此後經歷多番收購轉手，於2007年被天源投資有限公司收購之後在2008年12月2日，更名為太益控股有限公司。後來於在2010年中，被洪祖杭家族收購股權，並在2011年1月18日，更名為金保利新能源集團有限公司。金保利新能源集團有限公司於2011年7月將Gay Giano，Cour Carré以及Due G品牌授予另一家獨立公司接管。而金保利新能源集團公司則於2014年2月11日，更名为聯合光伏集團有限公司。2017年再度改名，由7月11日起成為「熊貓綠能」。